# 白腰杓鹬

白腰杓鹬的蛋

白腰杓鹬（学名：Numenius arquata）又名白腰杓鷸，为鹬科杓鹬属的鸟类。是一種非常大型的涉禽，隸屬於鷸科（Scolopacidae）。它是最廣泛分佈的杓鷸之一，繁殖範圍遍及溫帶的歐洲和亞洲。在歐洲，這個物種通常僅被稱為「杓鷸」，而在蘇格蘭的蘇格蘭語中，則被稱為「whaup」。
該物種在台灣稱為大杓鷸，不過「大杓鹬」在中國大陸是指另一物種，台灣叫黦鷸。

## 分類
大杓鷸由瑞典博物學家卡爾·林奈於1758年在其著作《自然系統第十版》（自然系統） 中首次正式描述，並賦予二名法名稱Scolopax arquata。 它現在被歸入由法國鳥類學家馬蒂蘭·雅克·布里松於1760年引入的杓鷸屬（Numenius）中，該屬包含了其他八種杓鷸。 屬名Numenius 來自古希臘語 νουμήνιος，noumēnios，這是一種赫西基俄斯提到的鳥。它與杓鷸的聯繫在於其名稱似乎源自neos，意為「新」，和mene，意為「月亮」，指的是新月形的喙。物種名稱arquata 是這種鳥的中古拉丁語名稱，源自拉丁語arcuatus，意為「弓形」，同樣指的是其喙的形狀。
英文名稱「curlew」模仿了大杓鷸的叫聲，但可能也受到了古法語corliu一詞的影響，該詞意為「信使」，來自courir ，意為「跑」。首次記錄於1377年，出現在威廉·朗蘭的農夫皮爾斯"Fissch to lyue in þe flode..Þe corlue by kynde of þe eyre"中。
目前已識別出三個亞種：
- N. a. arquata, （Linnaeus, 1758） – 分布於西部、北部及中歐
- N. a. orientalis, Brehm – 1831 – 分布於西部及中部西伯利亞至中國東北。在中国大陆，分布于华北和华南等地。该物种的模式产地在印度尼西亚。[9]
- N. a. suschkini, Neumann, 1929 – 分布於西哈薩克斯坦至西南西伯利亞

## 描述
大杓鷸是其分佈範圍內最大的涉禽，身長為50—60 cm（20—24英寸），翼展為89—106 cm（35—42英寸），體重為410—1,360 g（0.90—3.00磅）。 它主要呈灰棕色，背部為白色，腿為灰藍色，喙非常長且彎曲。雄性和雌性外觀相同，但成年的雌性喙更長。通常難以識別單隻或多隻大杓鷸的性別，但已配對的雌雄杓鷸則通常可以區分。其熟悉的叫聲是一種響亮的curloo-oo。
在大杓鷸的大部分分佈範圍內，唯一類似的物種是中杓鷸（Numenius phaeopus）。中杓鷸體型較小，喙較短且彎曲不如杓鷸光滑。飛行中的杓鷸在冬羽時也可能與斑尾鷸（Limosa lapponica）相似；然而，後者體型較小，喙略微上翹，且腿部不會延伸到尾尖以外。大杓鷸的腳較長，形成一個顯眼的「尖點」。

## 分佈與棲地
杓鷸在其大部分分佈範圍內是一種遷徙物種，冬季會遷徙至非洲、南歐洲和南亞洲。偶爾有流浪的個體會到達其正常分佈範圍之外的地方，如新斯科舍省和馬里亞納群島。 它在愛爾蘭、英國及其鄰近的歐洲沿岸的溫和氣候區全年都有分佈。
沼澤地和泥炭沼地的開墾與排水，以及後者的造林，導致了當地數量的下降，而斯堪的納維亞部分地區的森林轉變為草地則導致了那裡數量的增加。

## 行為與生態
大杓鷸通常非常警覺。在繁殖季節以外，它們具有高度的群居性。

### 繁殖
巢是一個簡單的凹坑，位於針葉林、草地及類似的棲地上。杓鷸的巢中通常有四顆蛋，這些蛋在四月或五月間產下，母鳥會孵卵約一個月，直到小鷸孵化。據觀察，杓鷸傾向於在紅隼的巢附近築巢，因為紅隼可以提供對抗其他掠食者的保護，例如鴉科鳥類，即使紅隼本身也會捕食杓鷸的巢。

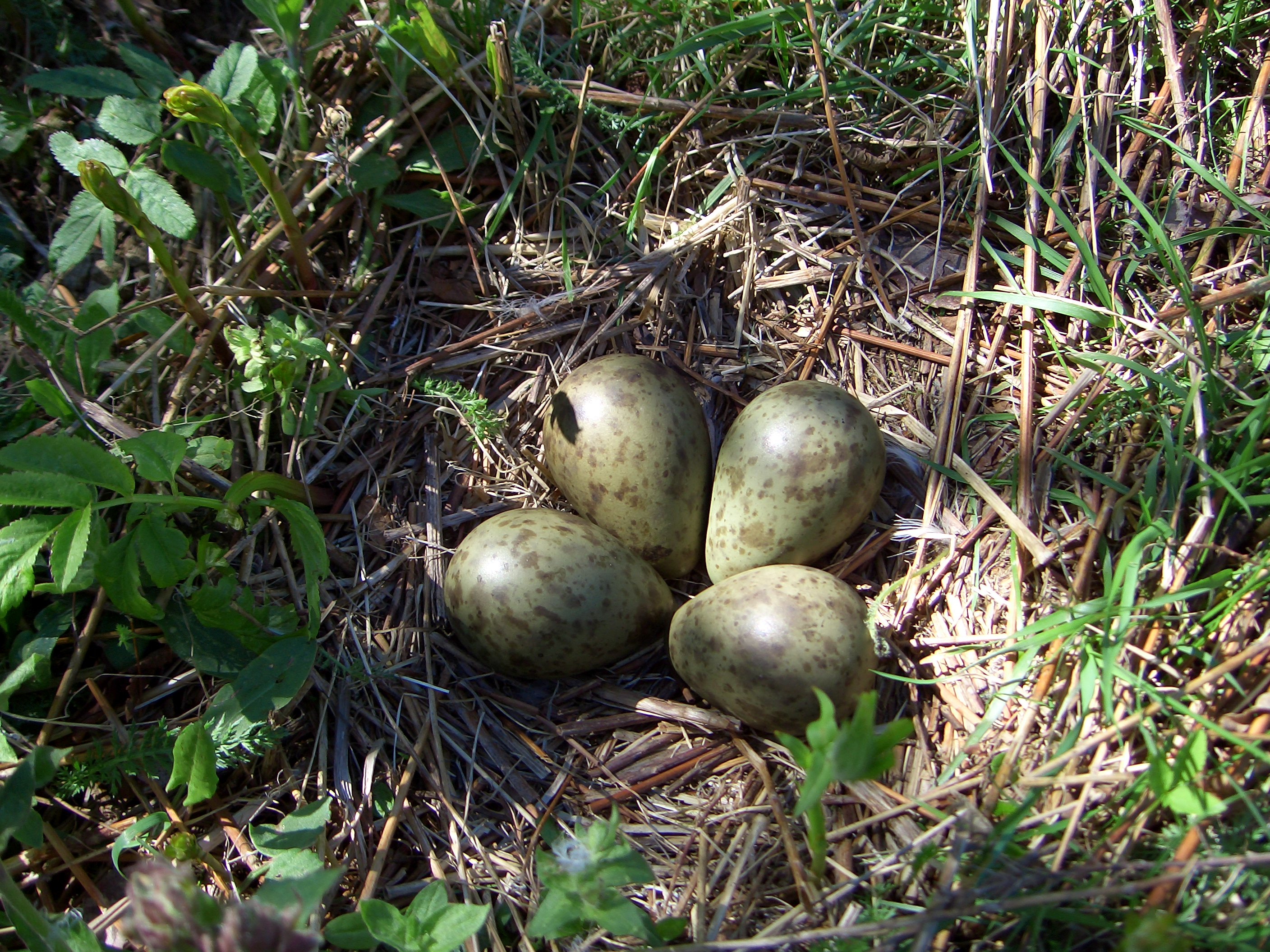
一窩蛋
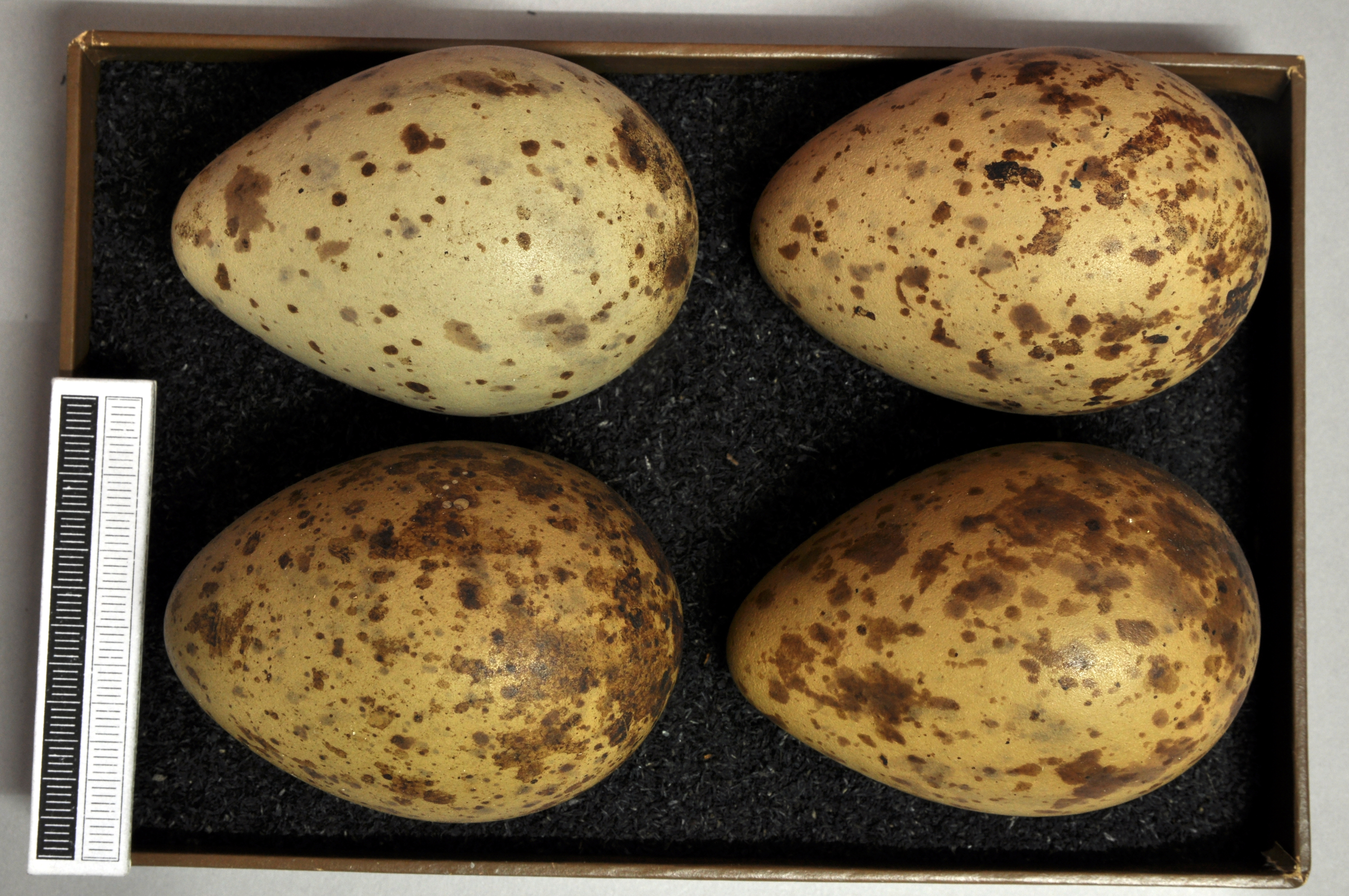
蛋, 收藏於威斯巴登博物館
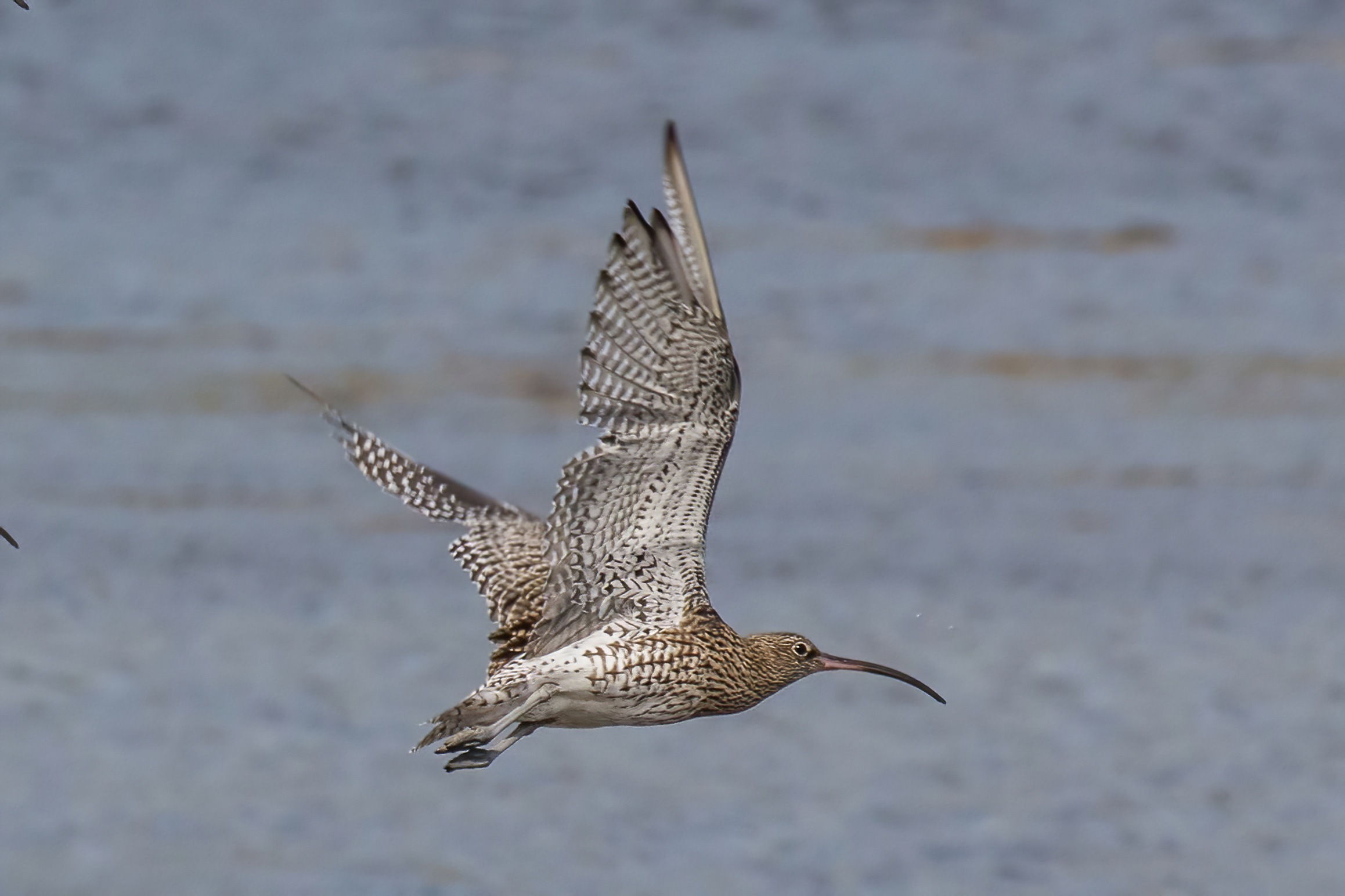
In flight, 亞蓋爾郡, 蘇格蘭
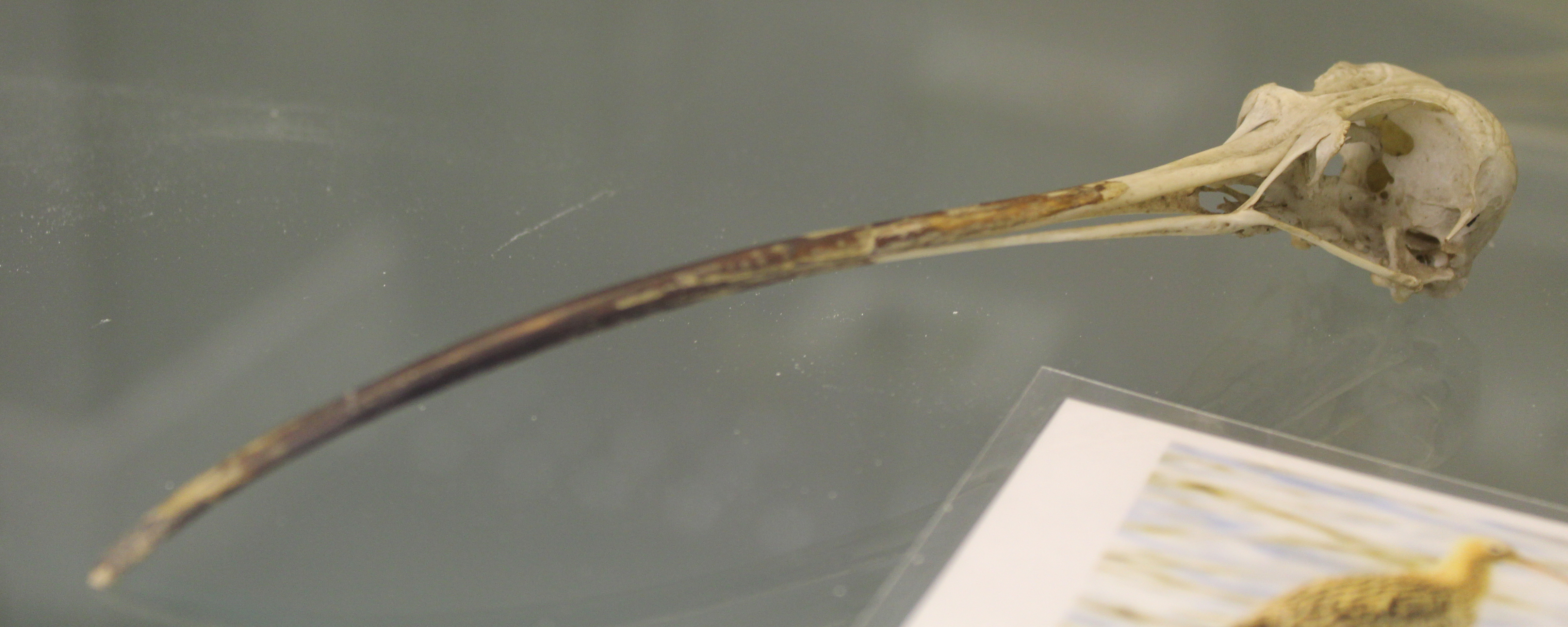
顱骨

### 食物與覓食
大杓鷸通過在柔軟的泥地上探測來捕食小型無脊椎動物，但如果有機會，它們也會從地表上拾取小型螃蟹和蚯蚓。

### 掠食
大杓鷸的蛋會被狐狸和捕食性鳥類獵食。 此外，BBC自然系列節目《春季觀察》中曾記錄到綿羊也會捕食這些蛋。

## 狀態
大杓鷸曾因其廣泛的分佈範圍和相對較大的種群數量被國際自然保護聯盟（IUCN）列為無危物種。然而，大杓鷸的種群數量正以非常迅速的速度下降。經過對其種群趨勢的評估，發現這一分類已經過時，於是在2008年將其提升至近危狀態。儘管它是一種常見的鳥類，但其數量顯著下降， 尤其是在擁有全球約四分之一種群數量的英國和愛爾蘭。在截至2016年的二十年間，英格蘭和蘇格蘭的種群數量估計下降了超過50%，威爾士下降了超過80%，而愛爾蘭則下降了超過90%。在2015年底，它被列入英國的紅色名單，成為最瀕危的鳥類之一。 杓鷸是非歐亞遷移性水鳥協定（AEWA）涵蓋的物種之一。
英國鳥類學信託的科學家研究表明，英國的耕作農業和造林水平較高的地區，已經減少了杓鷸自然的開放草原棲地，對其種群數量產生了負面影響。

## 發現禽流感記錄
https://www.afcd.gov.hk/tc_chi/publications/publications_press/pr2522.html （页面存档备份，存于）